# Kamenná (okres Jihlava)
Obec Kamenná se nachází necelých 14 km severovýchodně od Jihlavy a 5 km severozápadně od Polné v okrese Jihlava v Kraji Vysočina. Žije zde 186 obyvatel.

## Název
Původní název by měl znít „Bergmeistersdorf“ (ves důlního mistra), poté byl počeštěn a zkomolen na „Perchmaistersdorf“. Na mapě v pozemkové knize měst z 16. století se vesnice nazývala „Kamenay“. Pod českým názvem Kamenná se poprvé objevuje v roce 1654. Mapa panství z roku 1770 uvádí ves pod jménem „Bergsdorf“, poslední variantou do konce II. světové války byl „Bergersdorf“. Podle sčítání obyvatelstva 1869 a 1880 nesla obec název Kamenné.

## Historie
Kamennou údajně založili němečtí horníci. Nejstarší písemná zmínka pochází z roku 1308 v souvislosti s těžbou stříbra. V této listině obec s tehdejším názvem Perchmeistersdorf přenechal Raimund z Lichtenburka klášteru v Sedlci. Počátkem 14. století spadala k majetku Lichtenburků, poté k sedleckému klášteru, který je prodal klášteru v Želivu. Ve 14. století tu stál hrádek, jehož majitelem byl v roce 1483 Zich Kobík z Opatova. Toto zaniklé sídlo v současnosti připomíná pouze příkop a val na Žižkově kopci nad vsí, kde je taneční parket. Po husitských válkách se stala součástí polenského panství až do roku 1850. Posledními vlastníky byli Ditrichštejnové. V okolí obce se těžila železná a stříbrná ruda, dolování dosáhlo vrcholu v polovině 16. století, kdy panství držel Karel z Valdštejna, poté upadalo. Na konci 18. století se v obci křížily čtyři udržované cesty (na Polnou, Německý Šicendorf, Dolní Věžnice a Štoky). Pokrokoví zemědělci jako první v okolí roku 1889 založili zemědělský spolek. Po dvou velkých požárech v letech 1886 a 1887, kdy vyhořelo 14 domů, tu vznikl roku 1891 sbor dobrovolných hasičů. V roce 1896 tu občané zřídili Kampeličku. Na přelomu 19. a 20. století tu fungovala výrobna škrobu, mlýn a pila.
Na začátku 20. století tu vystavěli okresní silnici a vlakovou zastávku. Žáci nejprve docházeli do školy v Dolních Věžnic, v roce 1888 tu zřídili německou školu, neboť v obci v té době žilo 90 % německého obyvatelstva. Česká škola tu vznikla v roce 1925 za podpory Národní jednoty pošumavské. Kamenná spadala pod okres Německý Brod, farností do Šlapanova, četnickou stanicí do Německého Šicendorfu a soudním okresem ke Štokám. Ve třicátých letech převažovalo německé obyvatelstvo se 70 % a v roce 1943 dokonce udělil SS-Obergruppenführer Gottlob Berger obci titul „vzorové vesnice SS“ – jako vůbec jediné obci nacistické říše, mj. proto, že z 246 obyvatel Bergersdorfu vstoupilo do jednotek SS 46 osob. Hromadná vražda Němců připravených k odsunu na louce Budínka u obce Kamenná je popsaná v knize Bergersdorf. Po odsunu Němců přišli do obce čeští osídlenci. Roku 1948 zavedli místní rozhlas. Jednotné zemědělské družstvo vzniklo v roce 1950, po rozpadu obnoveno v roce 1957, roku 1964 se sloučilo s Novými Dvory a roku 1976 s Dobronínem. V 60. a 70. letech probíhala modernizace, zbudovali zde kulturní dům, koupaliště a obecní kanalizaci.
V letech 1869–1880 spadala pod okres Polná, v letech 1880–1961 pod okres Německý (r. Havlíčkův) Brod a od roku 1961 pod okres Jihlava. V letech 1961–1980 spadaly pod Kamennou jako místní část Nové Dvory. Od roku 1990 je obec samostatná, dříve patřila k Dobronínu. V roce 1993 byla uzavřena místní mateřská škola, děti začaly dojíždět do Dobronína. V 90. letech 20. století zde zavedli vodovodní řad, plyn, kabelové telefonní linky a kabelovou televizi.

## Přírodní poměry
Kamenná leží v okrese Jihlava v Kraji Vysočina. Nachází se 5,5 km severozápadně od Polné, 4,5 km severně od Dobronína a 6 km východně od Štoků. Geomorfologicky je oblast součástí Hornosázavské pahorkatiny a jejího podcelku Jihlavsko-sázavská brázda, v jejíž rámci spadá pod geomorfologický okrsek Štocký stupeň. Průměrná nadmořská výška činí 460 metrů. Nejvyšší bod v okolí, Březová výšina s 512 m n. m., stojí 2 km od obce. Kamenná leží v údolí Zlatého potoka mezi Žižkovým a Novodvorským kopcem. Na návsi leží tři menší rybníky. Část území evropsky významné lokality Šlapanka a Zlatý potok zasahuje i do katastru Kamenné.

## Obyvatelstvo
Stojí tu 72 domů s popisnými čísly, z nichž některé slouží k rekreačním účelům. Podle sčítání 1921 zde žilo v 46 domech 313 obyvatel, z nichž bylo 154 žen. 60 obyvatel se hlásilo k československé národnosti, 249 k německé. Žilo zde 309 římských katolíků a 4 evangelíci.
| Rok            | 1850 | 1869 | 1880 | 1890 | 1900 | 1910 | 1921 | 1930 | 1950 | 1961 | 1970 | 1980 | 1991 | 2001 | 2006 | 2014 |
| Počet obyvatel | 208  | 296  | 296  | 313  | 320  | 317  | 313  | 341  | 251  | 252  | 229  | 225  | 186  | 182  | 171  | 186  |

## Obecní správa a politika

### Místní části, členství ve sdruženích
Obec leží na katastrálním území Kamenná u Jihlavy. Kamenná je členem Dobrovolného svazku obcí Mikroregionu Polensko a místní akční skupiny Českomoravské pomezí.

### Zastupitelstvo a starosta
Obec má sedmičlenné zastupitelstvo, v jehož čele stojí starosta Milan Budín.
| Období    | Voliči | Účast v % | Mandáty | Výsledky                                | Starosta      |
| --------- | ------ | --------- | ------- | --------------------------------------- | ------------- |
| 2002–2006 | 141    | 85,11     | 7       |                                         | Jaromír Paříl |
| 2006–2010 | 139    | 81,29     | 7       |                                         | Milan Budín   |
| 2010–2014 | 147    | 74,83     | 7       | 4 SNK pro Kamennou1 3 SNK pro Kamennou2 | Milan Budín   |
| 2014–2018 | 153    | 76,47     | 7       | 7 SNK pro Kamennou                      | Milan Budín   |

### Znak a vlajka
Právo užívat znak a vlajku bylo obci uděleno rozhodnutím Poslanecké sněmovny Parlamentu České republiky dne 19. ledna 2007. Znak: V zeleném štítě stříbrné kamenné trojvrší vyrůstající z modré vlnité paty, v něm kosmý mlátek šikmo podložený želízkem, obojí modré. Vlajka: List tvoří tři vodorovné pruhy, zelený, bílý a zvlněný modrý se třemi vrcholy a dvěma prohlubněmi, v poměru 5 : 7 : 4. V žerďové části bílého pruhu kosmý mlátek, šikmo podložený želízkem, obojí modré. Poměr šířky k délce listu je 2 : 3.

## Hospodářství a doprava
Okolní hospodářskou půdu obdělává několik rolníků a zemědělské družstvo z Dobroníně, sídlí zde truhlář, kovář. Funguje zde obchod se smíšeným zbožím LAPEK, a.s., a hostinec.
Obcí prochází silnice III. třídy č. 34817 z Pozovic do Nových Dvorů a č. 34815 do Dobronína a železniční trať č. 225 Havlíčkův Brod – Veselí nad Lužnicí. Dopravní obslužnost zajišťují dopravci ICOM transport a České dráhy. Autobusy jezdí ve směrech Jihlava, Dobronín, Polná, Brzkov, Přibyslav. a vlaky ve směrech Havlíčkův Brod a Veselí nad Lužnicí. Obcí prochází cyklistická trasa č. 4335 do Šlapanova a modře značená turistická trasa ze Štoků do Šlapanova.

## Školství, kultura a sport
Děti docházejí do základní školy v Dobroníně. Stojí tu kulturní dům, knihovna a hřiště. Sbor dobrovolných hasičů Kamenná vznikl roku 1891.
V roce 2008 vznikl Klub českých turistů Kamenná.

## Pamětihodnosti
- Socha sv. Jana Nepomuckého – tyčí se uprostřed návsi, pochází z roku 1748,[4] roku 1997 prošla restaurací. Je v barokním slohu.[5]
- Kaplička svatého Jana Nepomuckého – pochází z roku 1873[4] stojící v horní části obce. Na hřebeni střechy má zvoničku.[5]
- Památník obětem první a druhé světové války z roku 1946[7] – pomníková deska také připomíná odsun německých obyvatel roku 1945
- Křížek s reliéfem nejsvětější Trojice[5] – stojí na silnici k Dobronínu, lidově bývá pojmenováván „Chromů“,[4] patří na seznam státem chráněných památek.